# Pardosa blanda
Pardosa blanda är en spindelart som först beskrevs av Carl Ludwig Koch 1833.  Pardosa blanda ingår i släktet Pardosa och familjen vargspindlar. Inga underarter finns listade i Catalogue of Life.